# Galina Siemionowa
Galina Władimirowna Siemionowa (ros. Галина Владимировна Семёнова, ur. 24 sierpnia 1937 w Smoleńsku, zm. 19 listopada 2017 w Moskwie) – radziecka dziennikarka i działaczka partyjna.

## Życiorys
W 1959 ukończyła Lwowski Uniwersytet Państwowy im. Iwana Franki, później pracowała jako dziennikarka i redaktor. Od 1965 należała do KPZR, 1974-1981 redaktor naczelna pisma "Komsomolskaja żyzń", 1981-1990 redaktor naczelna pisma "Kriestjanka", 1990-1991 członkini KC KPZR. Od 14 lipca 1990 do 23 sierpnia 1991 członkini Sekretariatu KC KPZR i Biura Politycznego KC KPZR - sekretarz KC KPZR. Deputowana ludowa ZSRR. W 1991 była konsultantką w aparacie Prezydenta ZSRR Michaiła Gorbaczowa. Odznaczona Orderem Przyjaźni Narodów, Orderem Znak Honoru i medalem. Została pochowana na Cmentarzu Nikoło-Archangielskim pod Moskwą.